# Colydium sosyloides
Colydium sosyloides là một loài bọ cánh cứng trong họ Zopheridae. Loài này được Pascoe miêu tả khoa học năm 1863.